# Glénat (Cantal)
Pour les articles homonymes, voir Glénat (homonymie).
Glénat est une commune française située dans le département du Cantal, en région Auvergne-Rhône-Alpes.

## Géographie
La commune de Glénat se trouve dans le Massif central, à l'ouest du département du Cantal. Elle comprend les lieux-dits Espinadel, Lavaysse, Estreps, Lavialle Verte, Clamagirand, Glenadel et les Mestries.
Le bourg de Glénat, à l'intersection des routes départementales (RD) 32 et 33, se situe, en distances orthodromiques, vingt kilomètres à l'ouest d'Aurillac.
Le territoire communal est également desservi par les RD 7 et 220.

### Communes limitrophes
Glénat est limitrophe de six autres communes. Au nord, son territoire communal est distant de moins de cinq cents mètres de celui de Laroquebrou.
Les communes limitrophes sont  La Ségalassière, Le Rouget-Pers, Roumégoux, Saint-Gérons, Saint-Saury et Siran.
| Siran       |        | Saint-Gérons, Pers |
|             | Glénat | La Ségalassière    |
| Saint-Saury |        | Roumégoux          |

### Climat
Pour des articles plus généraux, voir Climat d'Auvergne-Rhône-Alpes et Climat du Cantal.
En 2010, le climat de la commune est de type climat des marges montargnardes, selon une étude du CNRS s'appuyant sur une série de données couvrant la période 1971-2000. En 2020, Météo-France publie une typologie des climats de la France métropolitaine dans laquelle la commune est exposée à un climat de montagne ou de marges de montagne et est dans la région climatique  Ouest et nord-ouest du Massif Central, caractérisée par une pluviométrie annuelle de 900 à 1 500 mm, maximale en automne et en hiver. 
Pour la période 1971-2000, la température annuelle moyenne est de 10,5 °C, avec une amplitude thermique annuelle de 15,6 °C. Le cumul annuel moyen de précipitations est de 1 245 mm, avec 12,5 jours de précipitations en janvier et 7,6 jours en juillet. Pour la période 1991-2020, la température moyenne annuelle observée sur la station météorologique de Météo-France la plus proche, « Sousceyrac »sur la commune de Sousceyrac-en-Quercy à 12 km à vol d'oiseau, est de 11,4 °C et le cumul annuel moyen de précipitations est de 1 505,1 mm,. Pour l'avenir, les paramètres climatiques de la commune estimés pour 2050 selon différents scénarios d'émission de gaz à effet de serre sont consultables sur un site dédié publié par Météo-France en novembre 2022.

## Urbanisme

### Typologie
Au 1er janvier 2024, Glénat est catégorisée commune rurale à habitat dispersé, selon la nouvelle grille communale de densité à 7 niveaux définie par l'Insee en 2022.
Elle est située hors unité urbaine. Par ailleurs la commune fait partie de l'aire d'attraction d'Aurillac, dont elle est une commune de la couronne,. Cette aire, qui regroupe 85 communes, est catégorisée dans les aires de 50 000 à moins de 200 000 habitants,.

### Occupation des sols
L'occupation des sols de la commune, telle qu'elle ressort de la base de données européenne d’occupation biophysique des sols Corine Land Cover (CLC), est marquée par l'importance des territoires agricoles (61,1 % en 2018), en augmentation par rapport à 1990 (57,8 %). La répartition détaillée en 2018 est la suivante : 
prairies (52,3 %), forêts (37,7 %), zones agricoles hétérogènes (8,7 %), zones urbanisées (1,2 %). L'évolution de l’occupation des sols de la commune et de ses infrastructures peut être observée sur les différentes représentations cartographiques du territoire : la carte de Cassini (XVIIIe siècle), la carte d'état-major (1820-1866) et les cartes ou photos aériennes de l'IGN pour la période actuelle (1950 à aujourd'hui).

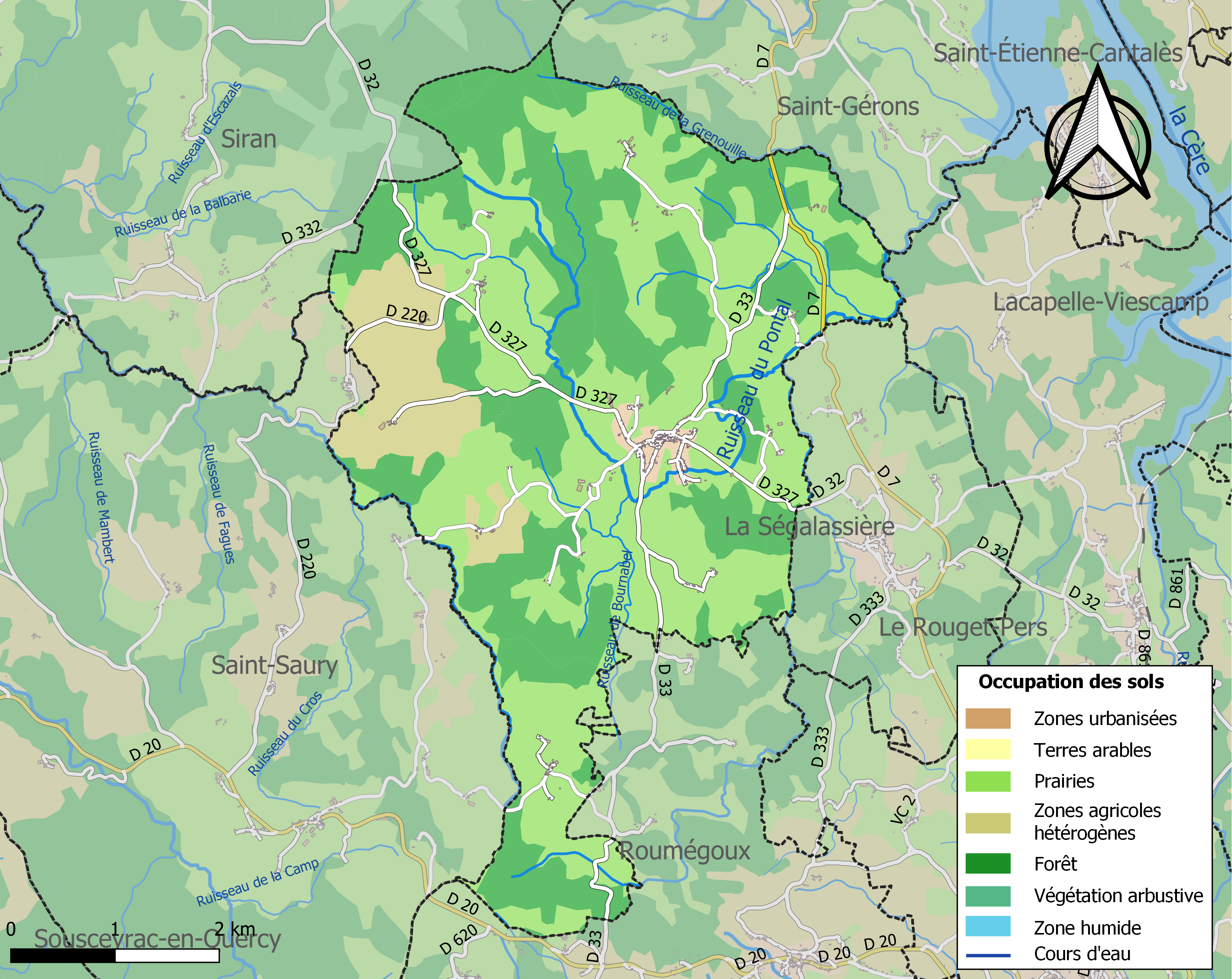
Carte des infrastructures et de l'occupation des sols de la commune en 2018 (CLC).

### Habitat et logement
En 2018, le nombre total de logements dans la commune était de 183, alors qu'il était de 189 en 2013 et de 178 en 2008.
Parmi ces logements, 51,4 % étaient des résidences principales, 27,9 % des résidences secondaires et 20,8 % des logements vacants. Ces logements étaient pour 95,1 % d'entre eux des maisons individuelles et pour 4,4 % des appartements.
Le tableau ci-dessous présente la typologie des logements à Glénat en 2018 en comparaison avec celle du Cantal et de la France entière. Une caractéristique marquante du parc de logements est ainsi une proportion de résidences secondaires et logements occasionnels (27,9 %) supérieure à celle du département (20,4 %) et à celle de la France entière (9,7 %). Concernant le statut d'occupation de ces logements, 86,2 % des habitants de la commune sont propriétaires de leur logement (80,8 % en 2013), contre 70,4 % pour le Cantal et 57,5 pour la France entière.
| Typologie                                               | Glénat | Cantal | France entière |
| ------------------------------------------------------- | ------ | ------ | -------------- |
| Résidences principales (en %)                           | 51,4   | 67,7   | 82,1           |
| Résidences secondaires et logements occasionnels (en %) | 27,9   | 20,4   | 9,7            |
| Logements vacants (en %)                                | 20,8   | 11,9   | 8,2            |

## Histoire
Glénat est un lieu très ancien, mentionné dans la charte de Clovis. Il y est dit : « À Glénat, sont deux métairies occupées par les serfs Imbert et Dodon, qui font des charrois, donnant une mesure de blé et deux sous ».
L'église est ancienne, mais a été mal restaurée. Le clocher date de 1624.
Glénat était le siège d'une justice seigneuriale sur ressort au bailliage d'Aurillac et en appel de la prévôté de Maurs.
Il y avait à Glénat une communauté de prêtres richement dotée, qui fit hommage en 1540 au roi.
Il y a un château qui faisait partie, en 1650, de ceux qui étaient considérés comme importants à la défense du pays. Il appartenait alors à plusieurs seigneurs qui coopéraient en commun à son entretien. À son origine, il consistait en une grosse tour entourée de constructions crénelées et ayant des mâchicoulis. C'était une forteresse ceinturée en outre de fossés. Il est alors appelé le château supérieur. Au XVe siècle, Le bourg était fortifié par une muraille de défense se rattachant au château.
En 1502, Philippe de la Grillère était le seigneur propriétaire du château bas auquel il laissa son nom qui devint château de La Grillère.
En 1562, M. de Brezons, gouverneur d'Aurillac y plaça une garnison de soldats.
En 1632, Anne de la Grillière, seigneuresse de Glénat, fit donation devant le notaire Sarraute (lui-même protestant) au pasteur Lafon et à Antoine Deboyer, d'une des salles de son château pour servir la célébration du culte réformé. Le pasteur décède quelques années plus tard. Le culte est alors épisodiquement assuré par des pasteurs venant du département voisin.
En 1829, Spinadel fusionne avec Glénat.
Le bourg de Glénat a un groupe scolaire édifié en 1880.
Glénat en 1912
- Superficie de la commune : 2 428 hectares
- Population : 609 habitants - électeurs : 202
- Contributions indirectes : 13 742,02 F
- Mairie : M. Cordonnier Clément - adjoint : M. Brugnes Ovide
- Curé : M. Puéchavy
- Instituteur : M. Lassus
- Institutrice : Mme Lassus
- Bureau téléphonique
- Foire : 26 avril
- Fête patronale : 3 février
- Distance du chef-lieu du canton : 9 kilomètres

## Politique et administration
| Période                                  | Période                         | Identité                      | Étiquette | Qualité    |
| ---------------------------------------- | ------------------------------- | ----------------------------- | --------- | ---------- |
| Les données manquantes sont à compléter. |                                 |                               |           |            |
|                                          |                                 |                               |           |            |
|                                          | 1808                            | Géraud Serres                 |           |            |
| 1808                                     | 1815                            | Jean-Marie Serres             |           |            |
| 1815                                     | 1828                            | Jean-Antoine Vabré            |           |            |
| 1828                                     | 1844                            | Antoine Darses                |           |            |
| 1844                                     | 1851                            | Jean-Marie Serres             |           |            |
| 1851                                     | 1854                            | Géraud Alexis Darses          |           |            |
| 1854                                     | 1861                            | Jean-Baptise Sylvain Dessales |           |            |
| 1862                                     | 1865                            | Géraud Jean-Marie Serres      |           |            |
| 1865                                     | 1875                            | Ovide Dessales                |           |            |
| 1875                                     | 1876                            | Jean Darses                   |           |            |
| 1876                                     | 1878                            | Ovide Dessales                |           |            |
| 1878                                     | 1882                            | Léopold Bessières             |           |            |
| 1882                                     | 1896                            | Firmin Dessales               |           |            |
| 1896                                     | 1899                            | Paul Lescure                  |           |            |
| 1899                                     | 1904                            | Pierre Souqual                |           |            |
| 1904                                     | 1908                            | Gabriel Dessales              |           |            |
| 1908                                     | 1928                            | Clément Cordonnier            |           |            |
| 1928                                     | 1937                            | Jean-Baptiste Grasset         |           |            |
| 1937                                     | 1977                            | Paul-Antoine Tirabi           |           |            |
| 1977                                     | 1983                            | Jacques Cros                  |           |            |
| 1983                                     | mars 2008                       | René Lavergne                 |           |            |
| mars 2008                                | avril 2014                      | Jean-Paul Bayle               |           |            |
| avril 2014                               | juin 2017                       | Serge Puechavy                | SE        | Commerçant |
| juin 2017                                | En cours (au 11 septembre 2020) | Claude Prat                   | PCF       | Agent SNCF |

## Population et société

### Démographie
L'évolution du nombre d'habitants est connue à travers les recensements de la population effectués dans la commune depuis 1793. Pour les communes de moins de 10 000 habitants, une enquête de recensement portant sur toute la population est réalisée tous les cinq ans, les populations de référence des années intermédiaires étant quant à elles estimées par interpolation ou extrapolation. Pour la commune, le premier recensement exhaustif entrant dans le cadre du nouveau dispositif a été réalisé en 2008.

En 2022, la commune comptait 174 habitants, en évolution de −1,69 % par rapport à 2016 (Cantal : −1,08 %, France hors Mayotte : +2,11 %).
| 1793 | 1800 | 1806 | 1821 | 1831 | 1836 | 1841 | 1846 | 1851 |
| ---- | ---- | ---- | ---- | ---- | ---- | ---- | ---- | ---- |
| 517  | 514  | 540  | 584  | 659  | 696  | 563  | 444  | 677  |

| 1856 | 1861 | 1866 | 1872 | 1876 | 1881 | 1886 | 1891 | 1896 |
| ---- | ---- | ---- | ---- | ---- | ---- | ---- | ---- | ---- |
| 677  | 668  | 630  | 649  | 678  | 669  | 650  | 627  | 657  |

| 1901 | 1906 | 1911 | 1921 | 1926 | 1931 | 1936 | 1946 | 1954 |
| ---- | ---- | ---- | ---- | ---- | ---- | ---- | ---- | ---- |
| 589  | 609  | 576  | 530  | 515  | 509  | 430  | 410  | 418  |

| 1962 | 1968 | 1975 | 1982 | 1990 | 1999 | 2006 | 2008 | 2013 |
| ---- | ---- | ---- | ---- | ---- | ---- | ---- | ---- | ---- |
| 421  | 371  | 298  | 302  | 271  | 223  | 218  | 216  | 185  |

| 2018 | 2022 | - | - | - | - | - | - | - |
| ---- | ---- | - | - | - | - | - | - | - |
| 172  | 174  | - | - | - | - | - | - | - |

### Sports
Le terrain de football est situé route de Siran et reçoit les rencontres de l'AS Omps-Glénat.

## Culture locale et patrimoine

### Lieux et monuments
- Le château de La Grillère[17] date du XIIIe siècle et a été remanié au XVIIe siècle. Il possède un corps de logis flanqué à l'arrière de deux tours romanes à mâchicoulis. En 1987, les façades et toitures du château et de la grange, ainsi que son escalier du XVIIe siècle et un plafond peint sont inscrits au titre des monuments historiques. Aujourd'hui, ce château a été aménagé en chambres d'hôtes.
- Église Saint-Blaise avec clocher-mur.

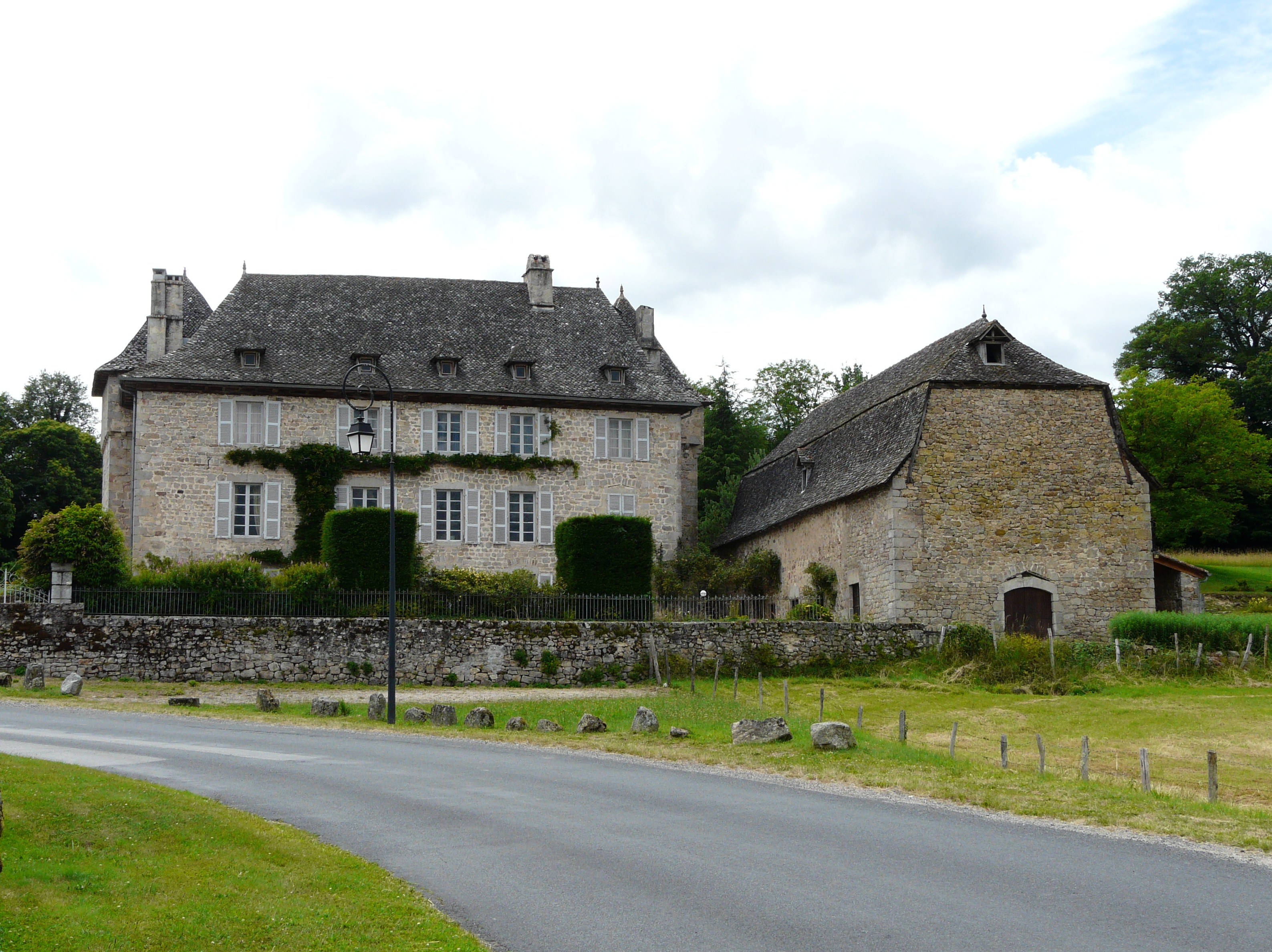
Le château de La Grillère et sa grange.
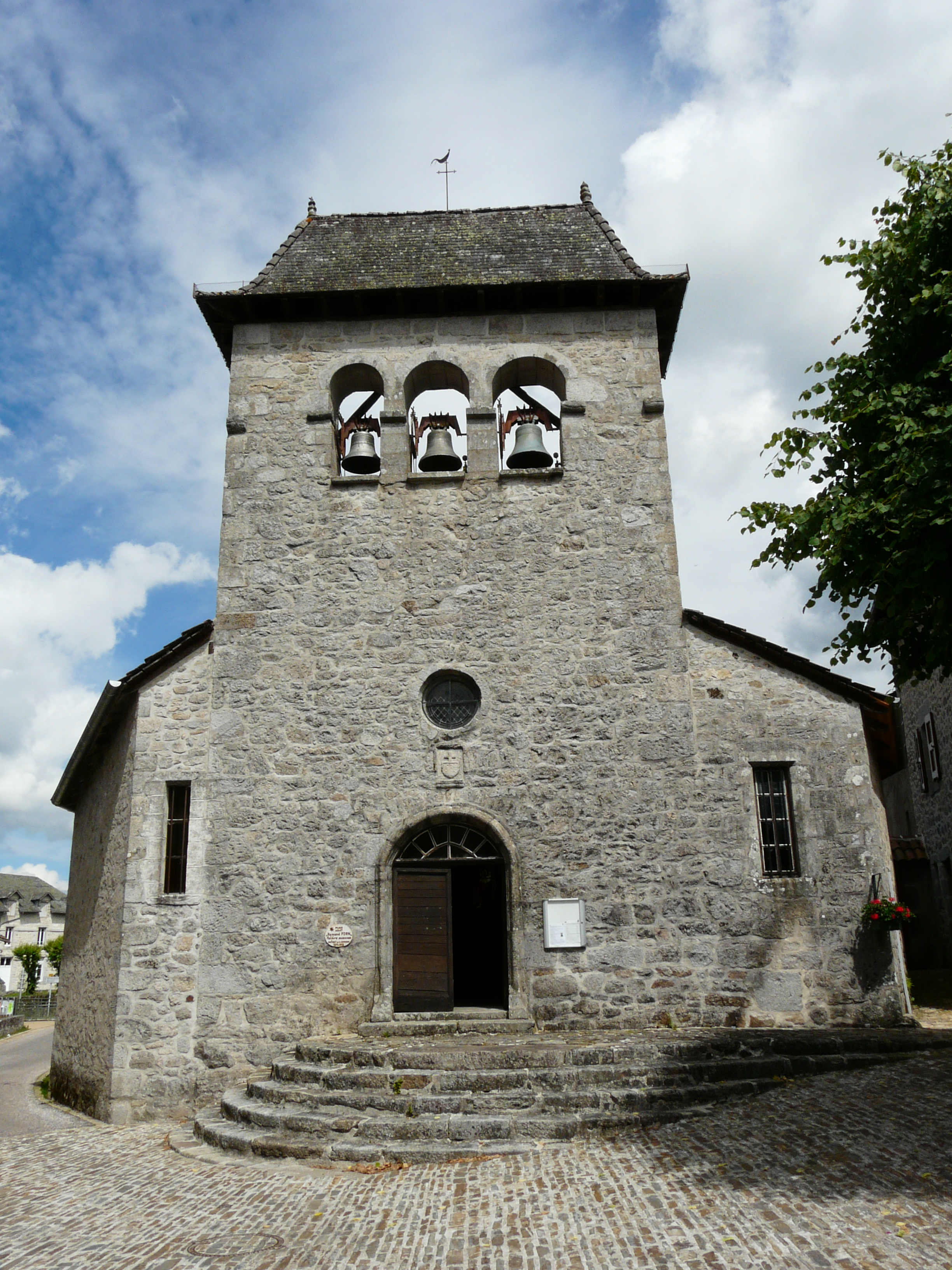
L'église Saint-Blaise.
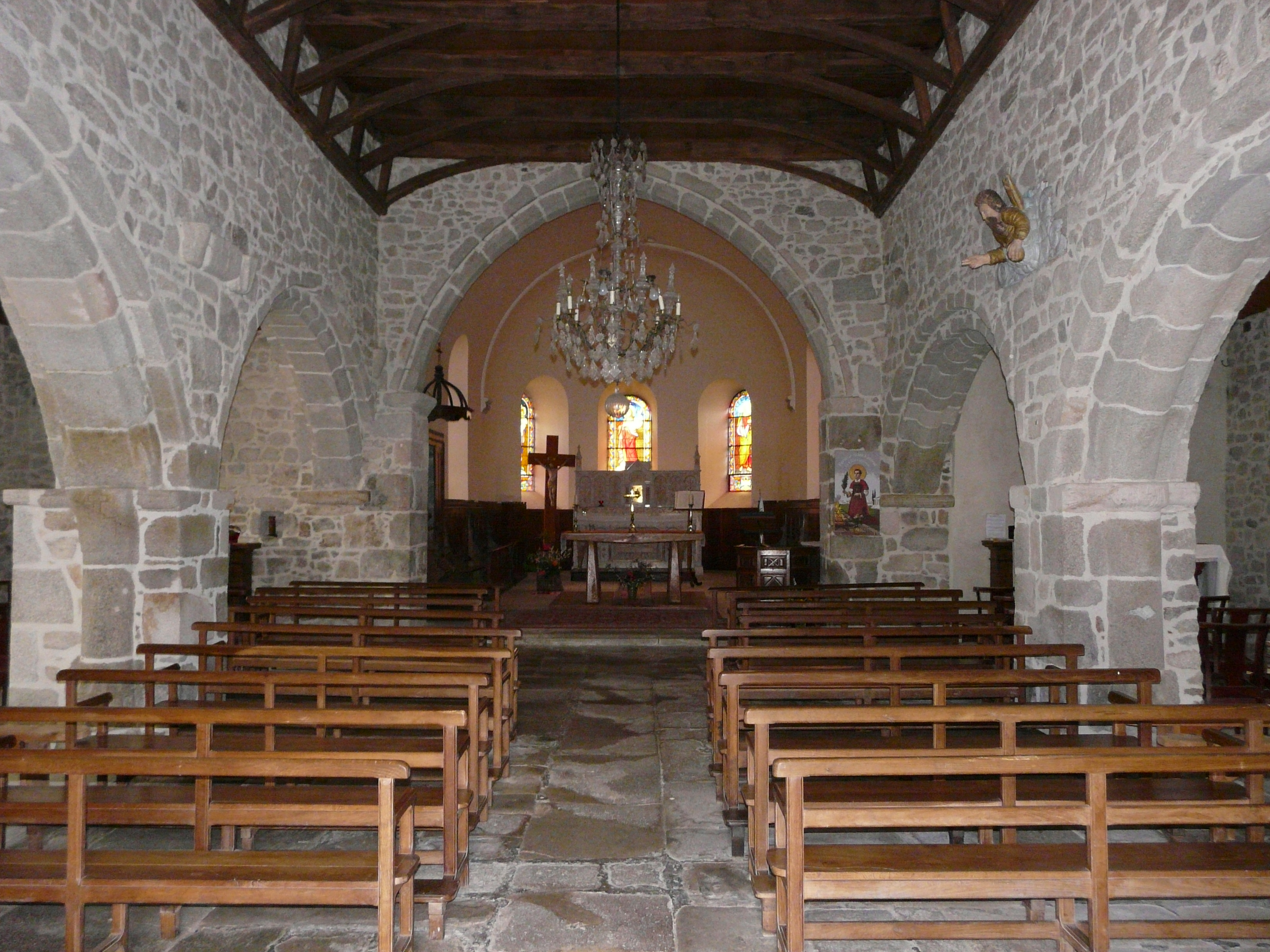
Nef de l'église Saint-Blaise.

### Héraldique
| Blason de Glénat | Blason  | D'or aux trois gerbes de blé de gueules.         |
| Blason de Glénat | Détails | Le statut officiel du blason reste à déterminer. |